# سلطان اویس مظفری
سلطان اویس از شاهزادگان آل مظفر و پسر شاه شجاع از خواهر امیر سیورغتمش اوغانی بود.

## زندگی‌نامه
سلطان اویس، پسر بزرگ شاه شجاع و ولیعهد او بود، اما در نبردهای قدرت به عمویش قطب‌الدین شاه محمود در اصفهان پیوست. شاه محمود که پسر نداشت، سلطان اویس را ولیعهد خویش ساخت. پس از مرگ شاه محمود در سال ۷۷۶ ه‍.ق، در اصفهان دودستگی پیش آمد. گروهی هواخواه سلطان اویس بودند و جمعی خواهان ضمیمه‌شدن اصفهان به مرکز حکومت آل مظفر بودند. پس سلطان اویس ضمن نامه‌نگاری به شاه شجاع، از کردهٔ گذشته، پوزش خواست و شاه را به اصفهان دعوت کرد. شاه شجاع با اعزام خواجه جلال‌الدین تورانشاه اصفهان را ضمیمهٔ مستقیم حکومت خود ساخت و چندی بعد وارد آن شهر شد. سلطان اویس در آن احوال، از اسب افتاد و پایش کسری یافت و از آن حادثه جان باخت.